# Gotta Have You
Pour les articles homonymes, voir Gotta Have You (homonymie).
Singles de Stevie Wonder
Keep Our Love Alive
(1990) Fun Day
(1991)
Gotta Have You est une chanson de l'auteur-compositeur-interprète américain Stevie Wonder sortie en 1991. Il s'agit du premier single extrait de la bande originale du film Jungle Fever sorti la même année.
Il atteint la 3e position du classement Hot R&B/ Hip Hop, établissant l'un des seuls top 10 de Wonder durant la décennie 1990.

## Contexte
Le single est coproduit avec Nathan Watts et sort sur la bande originale de Jungle Fever le 22 mai 1991 chez Motown.
La face B, Feeding off the Love of the Land, est entendue dans les crédits de fin du film bien qu'absente de la bande originale. Écrite dans les années 1970, la chanson est écartée de l'album Fulfillingness' First Finale en vue d'un éventuel Fulfillingness' Second Finale, album qui ne verra finalement jamais le jour. Elle est retravaillée pour Jungle Fever en ajoutant des cordes.

### Crédits
- Stevie Wonder : voix, autres instruments
- Nathan Watts, Vaughn Halyard[5] : percussions
- Kimberly Brewer, Bridgette Bryant, Lynn Fiddmont-Linsey, Keith John, Darryl Phinnessee[6] : chœurs

## Accueil
James E. Perone écrit dans The Sound of Stevie Wonder: His Words and Music que "[la chanson] anticipe les titres de plus de 6 minutes qui seront majoritaires sur son album suivant Conversation Peace" et qu'il "ne s'agit de l'une des meilleures compositions de Wonder, mais qu'il contient une mélodie vocale funky teintée de blues dans les couplets".
Stephen Thomas Erlewine de AllMusic écrit que "bien que la mélodie au synthétiseur de [...] Gotta Have You [...] ne soit pas innovante, elle est vivante, ce que Wonder n'avait plus fait depuis des années".
Pour le magazine Musician (en), "Gotta Have You est un titre générique et répétitif de style funk des années 1970".
Edwin Pouncey de NME le considère comme "un titre [...] qui présente un groove travaillé et plus funk que les dernières productions de Wonder. [...] Gotta Have You est un retour à Talking Book... Enfin presque."

## Formats
Le single sort en version single (45 tours) et maxi-single (33 tours).
| 1. | Gotta Have You (Radio Edit)      | Stevie Wonder | 4:30 |
| 2. | Feeding Off The Love Of The Land | Stevie Wonder | 5:55 |

| 1. | Gotta Have You (Radio Edit)      | Stevie Wonder | 4:30 |
| 2. | Gotta Have You (Album Version)   | Stevie Wonder | 6:26 |
| 3. | Gotta Have You (instrumental)    | Stevie Wonder | 4:48 |
| 4. | Feeding Off The Love Of The Land | Stevie Wonder | 5:55 |

## Palmarès

### Classements
| Classement (1991)              | Meilleure position |
| ------------------------------ | ------------------ |
| États-Unis (Billboard R&B)     | 3                  |
| États-Unis (Billboard Hot 100) | 92                 |
| Australie (ARIA)               | 164                |

### Récompenses et nominations
Le titre Gotta Have You est
- vainqueur d'un ASCAP Award en 1992 dans la catégorie 'Most Performed Songs from Motion Pictures'[14],
- nommé pour un Grammy Award en 1992 dans la catégorie 'Best Song Written Specifically for a Motion Picture or for Television'[14].